# Fred Jackman
Fred Jackman (Iowa, 9 luglio 1881 – Hollywood, 27 agosto 1959) è stato un regista, direttore della fotografia ed effettista statunitense.

## Biografia

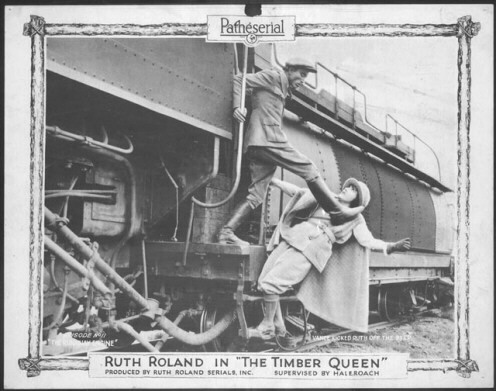
Ruth Roland in The Timber Queen, regia di Fred Jackman

Regista, direttore della fotografia e degli effetti speciali, lavorò nella sua carriera a 58 film dal 1916 al 1933, inclusi due serials per gli Hal Roach Studios interpretati da Ruth Roland.
Firmò anche con il nome F.W. Jackman o di Frederick W. Jackman.
Per i suoi film da regista, girati tutti ai tempi del muto, predilesse temi di avventura e di ambiente naturistico.
Come responsabile degli effetti speciali, firmò film di Howard Hawks (La squadriglia dell'aurora, L'urlo della folla, Brume), di Lloyd Bacon (Moby Dick, il mostro bianco interpretato da John Barrymore), di Michael Curtiz (Capitan Blood e La carica dei seicento) e di William Dieterle (Sogno di una notte di mezza estate, L'angelo bianco).

## Filmografia

### Direttore della fotografia (parziale)
- A Bath House Blunde, regia di Dell Henderson (1916)
- Ambrose's Cup of Woe, regia di Fred Hibbard (1916)
- A Maiden's Trust, regia di Victor Heerman e Harry Williams - cortometraggio (1917)
- Are Waitresses Safe?, regia di Hampton Del Ruth e Victor Heerman (1917)
- Taming Target Center di William Campbell, Hampton Del Ruth (1917)
- His Hidden Purpose, regia di Edward F. Cline (1918)
- Watch Your Neighbor, regia di Hampton Del Ruth e Victor Heerman (1918)
- Sheriff Nell's Tussle, regia di William Campbell (1918)
- Friend Husband, regia di Walter Wright (1918)
- Saucy Madeline, regia di F. Richard Jones (1918)
- His Smothered Love, regia di Edward F. Cline e Hampton Del Ruth (1918)
- The Battle Royal, regia di F. Richard Jones e Hampton Del Ruth (1918)
- Love Loops the Loop, regia di Hampton Del Ruth e Walter Wright (1918)
- Mickey, regia di F. Richard Jones e James Young (1918)
- His Wife's Friend, regia di Walter Wright (1918)
- Sarto per signora (A Lady's Tailor), regia di Ray Grey e Erle C. Kenton (1919)
- Rip & Stitch: Tailors, regia di Malcolm St. Clair, William Watson (1919)
- Hearts and Flowers, regia di Edward F. Cline (1919)
- A Kitchen Cinderella, regia di Malcolm St. Clair (1920)
- Suzanna, regia di F. Richard Jones (1922) [2][3]

### Regista
- Treating 'Em Rough (1919)
- White Eagle, co-regia W. S. Van Dyke (1922)
- The Timber Queen (1922)
- Bow Wow (1922)
- Il richiamo della foresta (Call of the Wild) (1923)
- Roughing It (con il nome Frederick W. Jackman) (1923)
- The King of the Wild Horses (1924)
- Black Cyclone (1925)
- The Devil Horse (1926)
- The Honorable Mr. Buggs (1927)
- No Man's Law (1927)

### Effetti speciali
- La squadriglia dell'aurora (The Dawn Patrol), regia di Howard Hawks (1930)
- Moby Dick, il mostro bianco (Moby Dick), regia di Lloyd Bacon (1930)
- The Last Flight, regia di William Dieterle (1931)
- L'urlo della folla (The Crowd Roars), regia di Howard Hawks (1932)
- Il sogno di una notte di mezza estate (A Midsummer Night's Dream), regia di William Dieterle e Max Reinhardt (1935)
- La scomparsa di Stella Parish (I Found Stella Parish), regia di Mervyn LeRoy (1935)
- Capitan Blood (Captain Blood), regia di Michael Curtiz (1935)
- Brume (Ceiling Zero), regia di Howard Hawks (1936)
- La foresta pietrificata (The Petrified Forest), regia di Archie Mayo (1936)
- L'angelo bianco (The White Angel), regia di William Dieterle (1936)
- Verdi pascoli (The Green Pastures), regia di Marc Connelly e William Keighley (1936)
- Avorio nero (Anthony Adverse), regia di Mervyn LeRoy e, non accreditato, Michael Curtiz (1936)
- Ali sulla Cina (China Clipper), regia di Ray Enright (1936)
- Stage Struck, regia di Busby Berkeley (1936)
- L'isola della furia (Isle of Fury), regia di Frank McDonald (1936)
- La carica dei seicento (The Charge of the Light Brigade), regia di Michael Curtiz (1936)
- Stolen Holiday, regia di Michael Curtiz (1937)
- Vivendo volando (Riding on Air), regia di Edward Sedgwick (1937)
- La perla nera (Paradise Isle), regia di Arthur Greville Collins (1937)
- On Such a Night, regia di Ewald André Dupont (1937)
- Mystery Plane, regia di George Waggner (1939)
- Forced Landing, regia di Gordon Wiles (1941)